# Fürstenfass

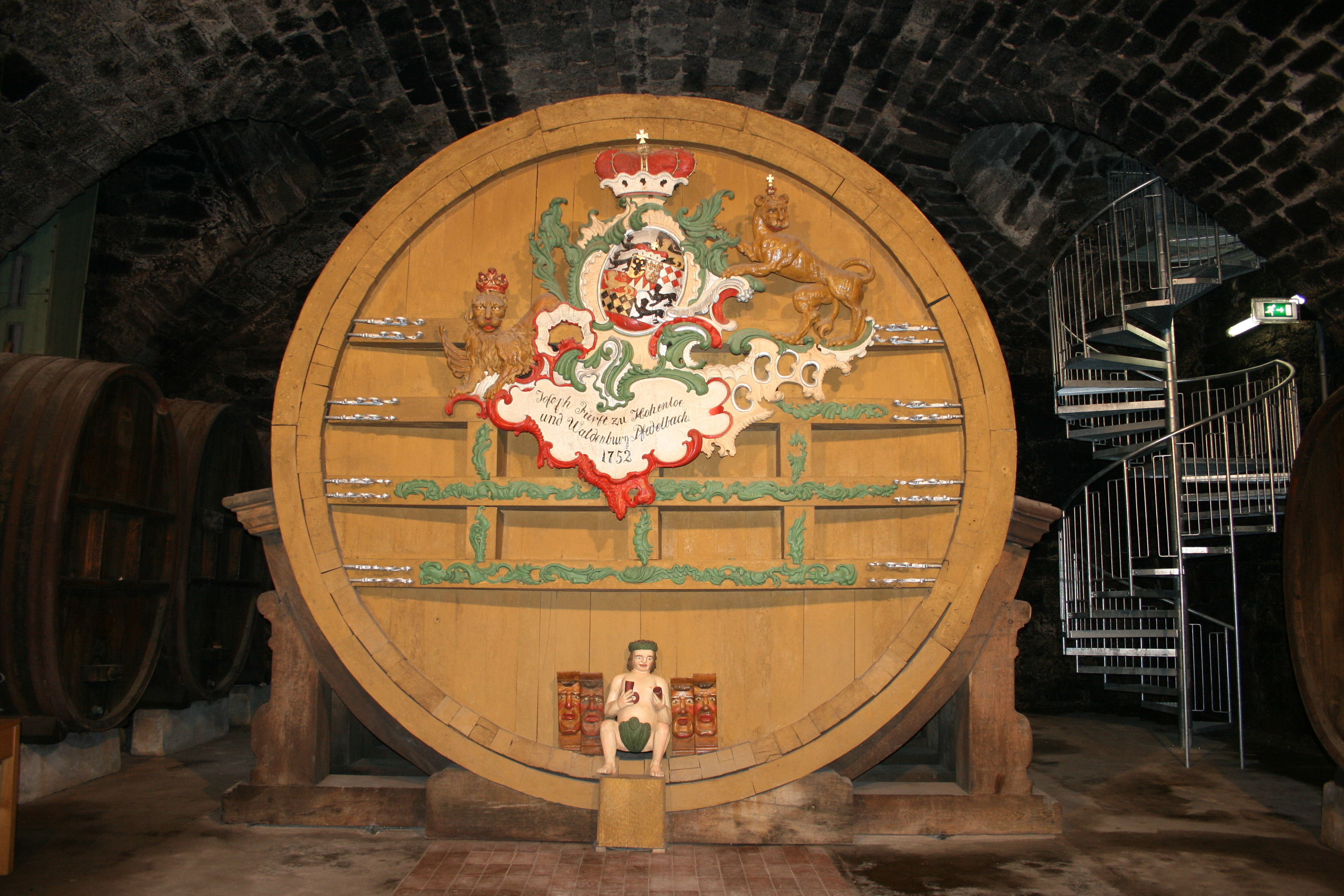
Das Fürstenfass von 1752

Das Fürstenfass in Pfedelbach wurde im Jahre 1752 erbaut und ist die Attraktion des dortigen Weinbaumuseums.

## Beschreibung
Erbauer war der fürstliche Hofküfer Michael Mayer. Eine Kuriosität ist die als Fassriegel fungierende ebenfalls holzgeschnitzte Bacchus-Figur. Auf dem Wappen trägt das Fass die Aufschrift Joseph Fürst zu Hohenloe und Waldenburg Pfedelbach. 1752. Es hat einen lichten Durchmesser von 4 m. Der Umfang beträgt 15,5 m, die Gesamtlänge 5,2 m. Es hat 16 eichene Bandreifen und wird von einer mächtigen Stütze getragen. Das Fass, das viertgrößte in Süddeutschland, fasst 220 württembergische Eimer, das sind 64 664 l. Es wurde letztmals in den Jahren 1811, 1819 und 1822 mit der Abgabe des Weinzehnten gefüllt.

## Kellerbau
Im Jahre 1604 entstand der Kellerbau, ein langgestrecktes Fachwerkgebäude an der Baierbacher Straße in Pfedelbach. Der Herrenkeller unter dem Bau ist 70 m lang, 12 m breit und groß genug, um darin mehrere hunderttausend Liter Wein zu lagern. Während des Zweiten Weltkrieges sollte eine Abteilung der NSU Motorenwerke aus Neckarsulm in den Keller verlegt werden. Aus diesem Grunde ist der Keller bis auf das hintere Siebtel, das breiter und höher ist und in dem das Fürstenfass steht, betoniert worden. Heute beheimatet der Lange Bau, wie das Gebäude im Volksmund heißt, das Weinbaumuseum. Das Gebäude selbst wurde in den Jahren 2007/2008 umfangreich saniert.

## Weinbau
Seit 1357 ist Weinbau in Pfedelbach urkundlich belegt. Betrieben wird Weinbau in der Gegend allerdings schon seit der Römerzeit. Zwischen Öhringen und Pfedelbach standen einst acht Weinkeltern. Sie hießen Pfaffenkelter, Meisenkelter oder Wacholderkelter, die meisten sind verschwunden, doch Keltersteine erinnern noch an sie und ein Wanderweg, der die alten Stätten verbindet. Im Pfedelbacher Ortsteil Heuholz steht eine der ältesten noch erhaltenen Herrschaftskeltern in Nordwürttemberg. Die Fürstlich-Hohenlohische Herrschaftskelter entstand im Jahr 1740 als Gemeinschaftskelter der Fürstenhäuser Hohenlohe-Waldenburg und Hohenlohe-Öhringen. Die stützenfreie Dachkonstruktion über einer Grundfläche von 15 mal 18 Metern war eine zimmermannstechnische Meisterleistung. Die Kelter ist heute im Eigentum eines Privatmannes und wurde 1990 aufwändig saniert. In zwei Weingärtnergenossenschaften, der Weinkellerei Hohenlohe e.G. und der Weingärtnergenossenschaft Heuholz e.G., sind rund 785 Weingärtner organisiert. Auf etwa 460 ha Fläche produzieren sie rund 5,7 Millionen Liter Wein jährlich. Die Weingärtnergenossenschaft Heuholz e. G. fusionierte 2016 mit der Weinkellerei Hohenlohe eG. Außerdem gibt es einige Weingärtner, die ihre Produkte selbst vermarkten und in Weinstuben oder Besenwirtschaften anbieten.
Im historischen Fürstenfass-Keller wurde 1950 die Weinkellerei Hohenlohe von damals 14 Winzern gegründet. Die Weinkellerei Hohenlohe nennt ihre Weine Fürstenfass-Weine. Heute kultivieren 450 Weingärtner aus 16 traditionsreichen Weinbauorten ihre Trauben für Fürstenfass-Weine.

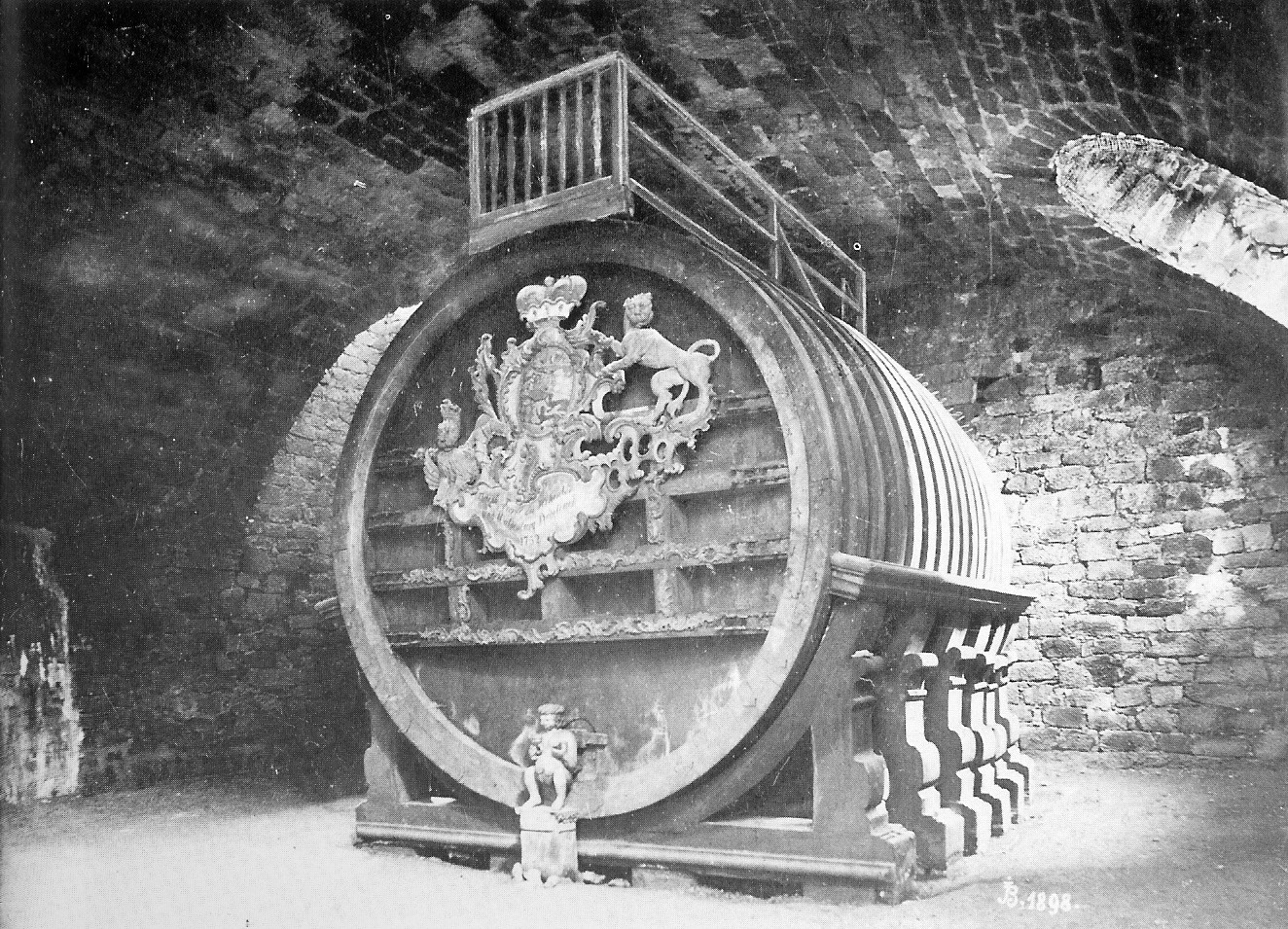
Das Fürstenfass im Jahre 1898
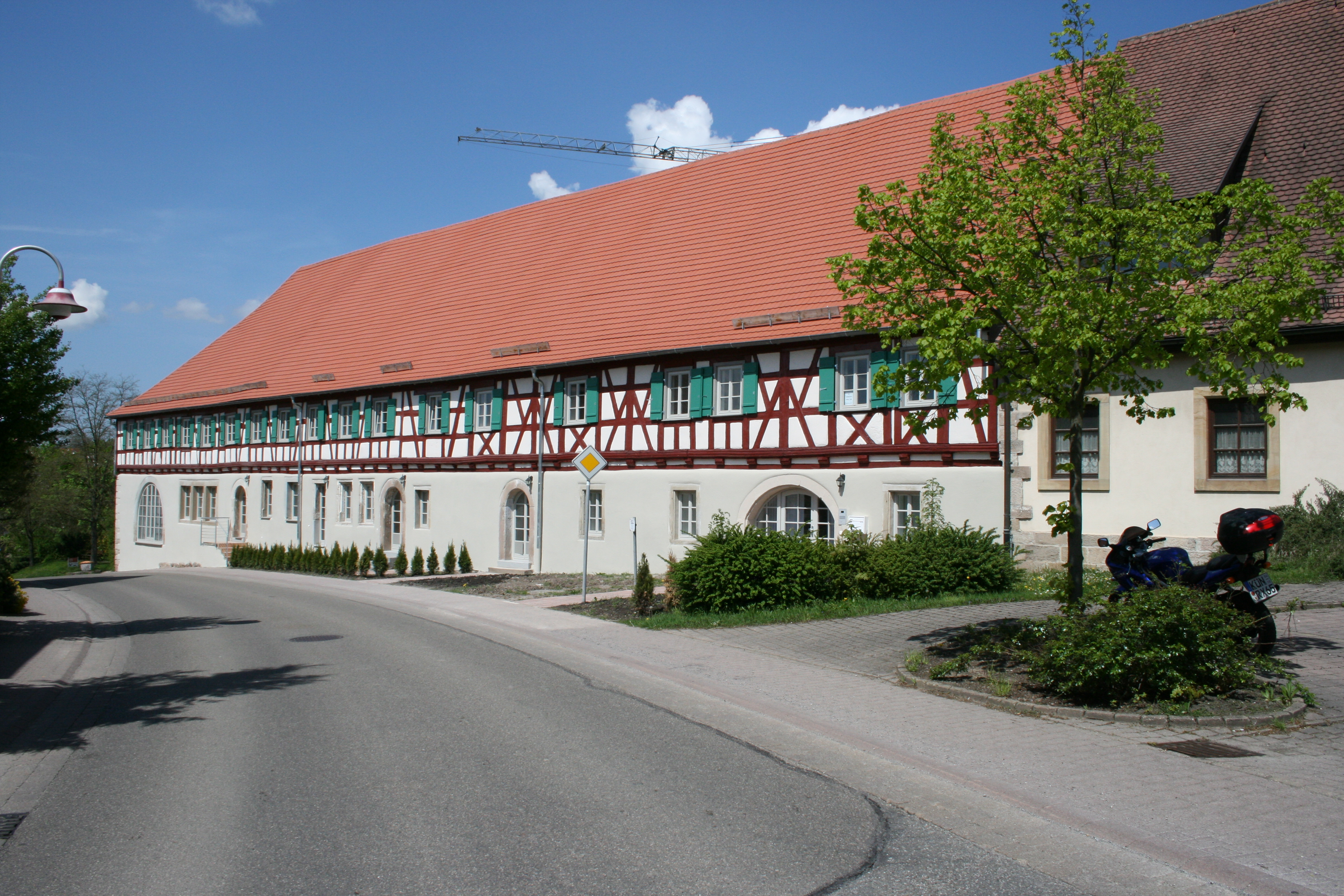
Langer Bau mit Weinbaumuseum
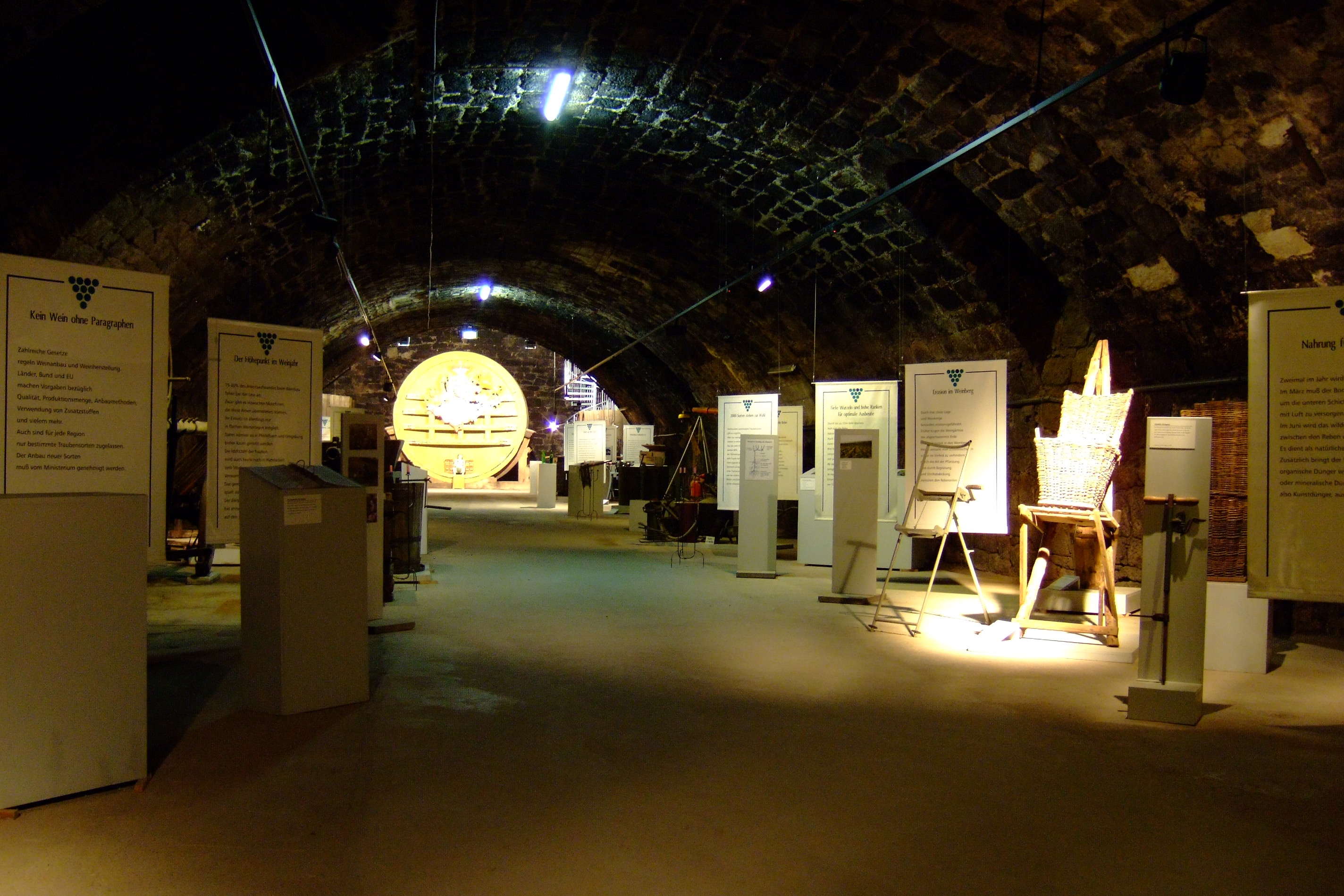
Das Weinbaumuseum
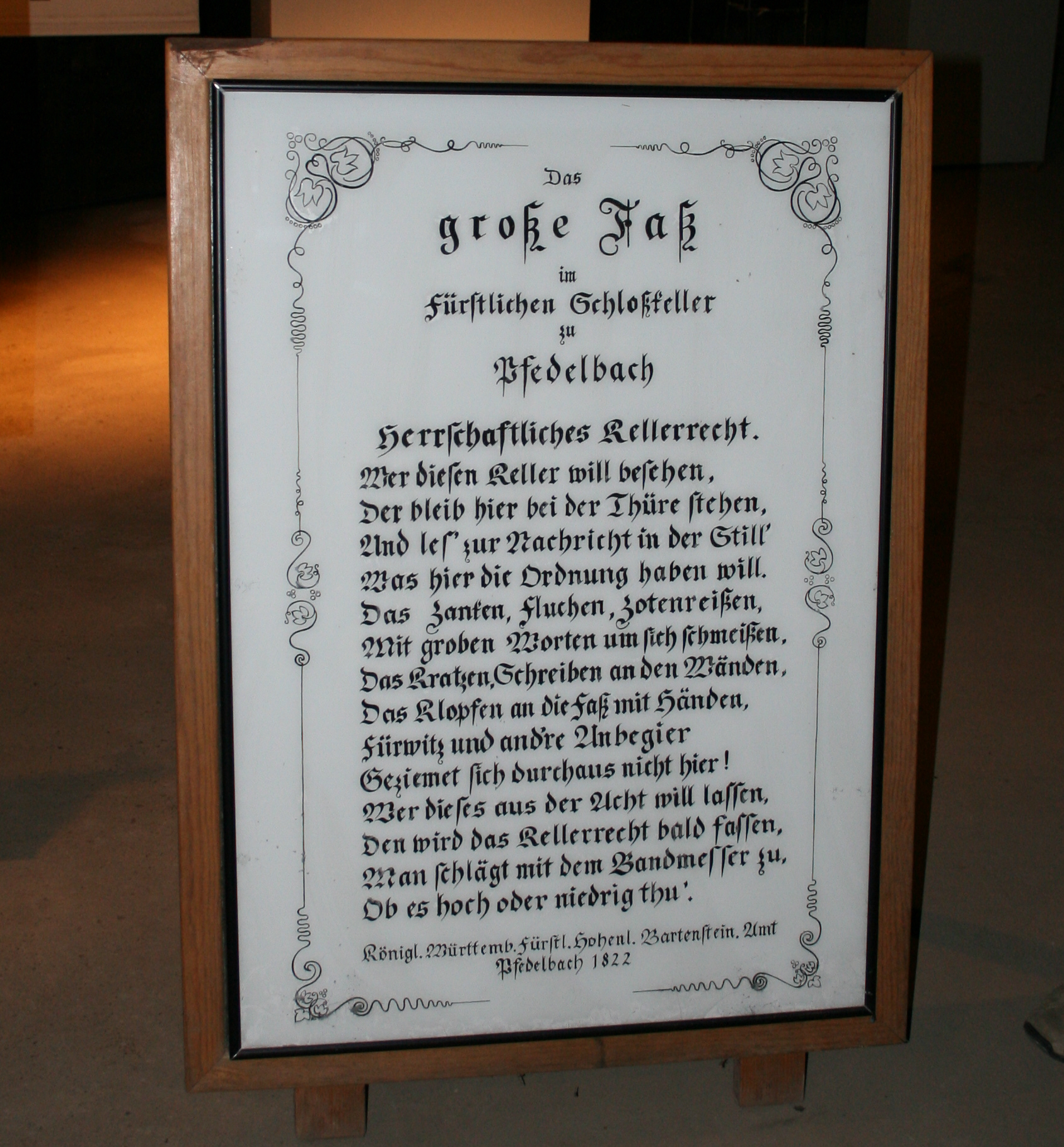
Das große Fass im fürstlichen Keller, Beschreibung von 1822
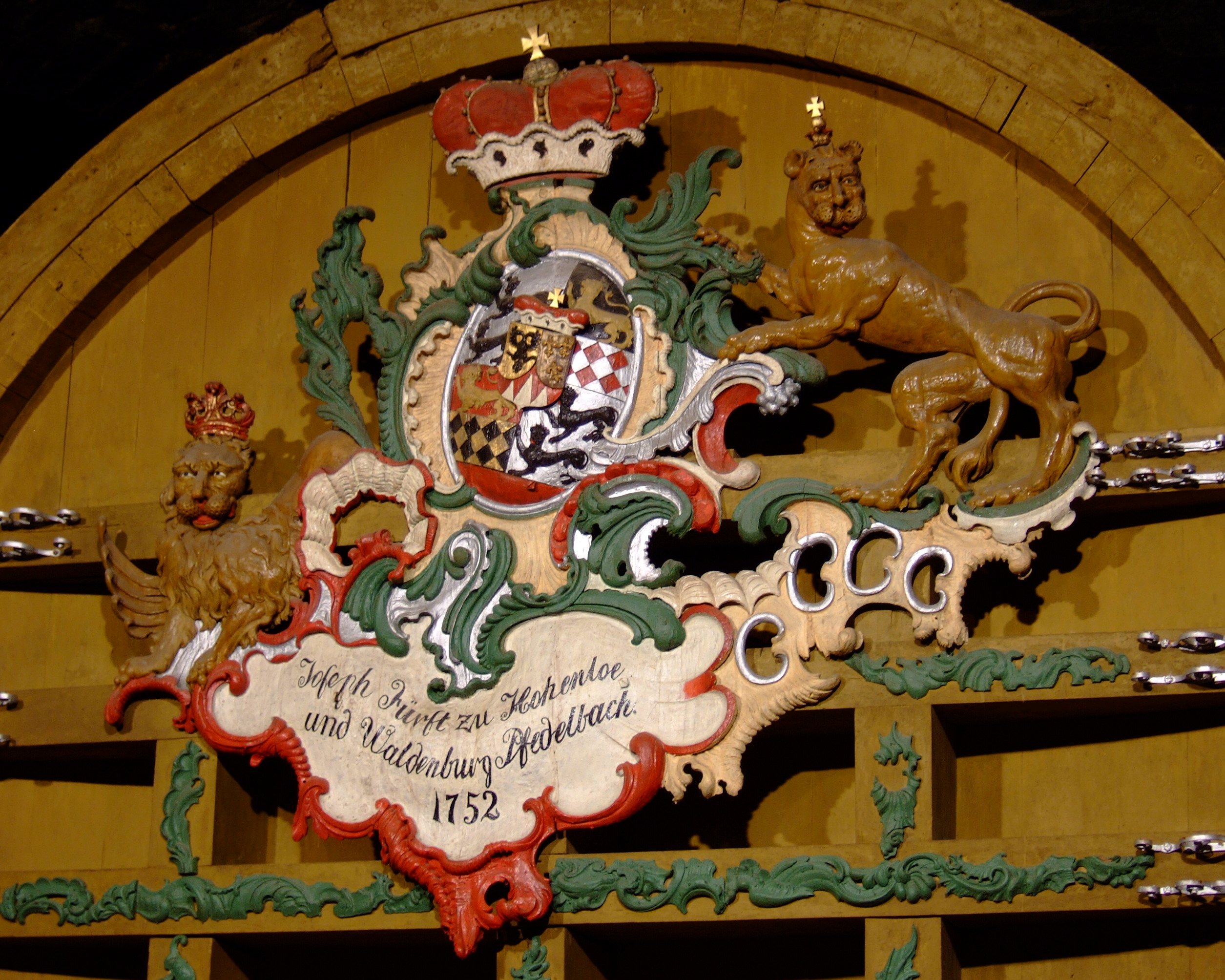
Das Hohenloher Wappen
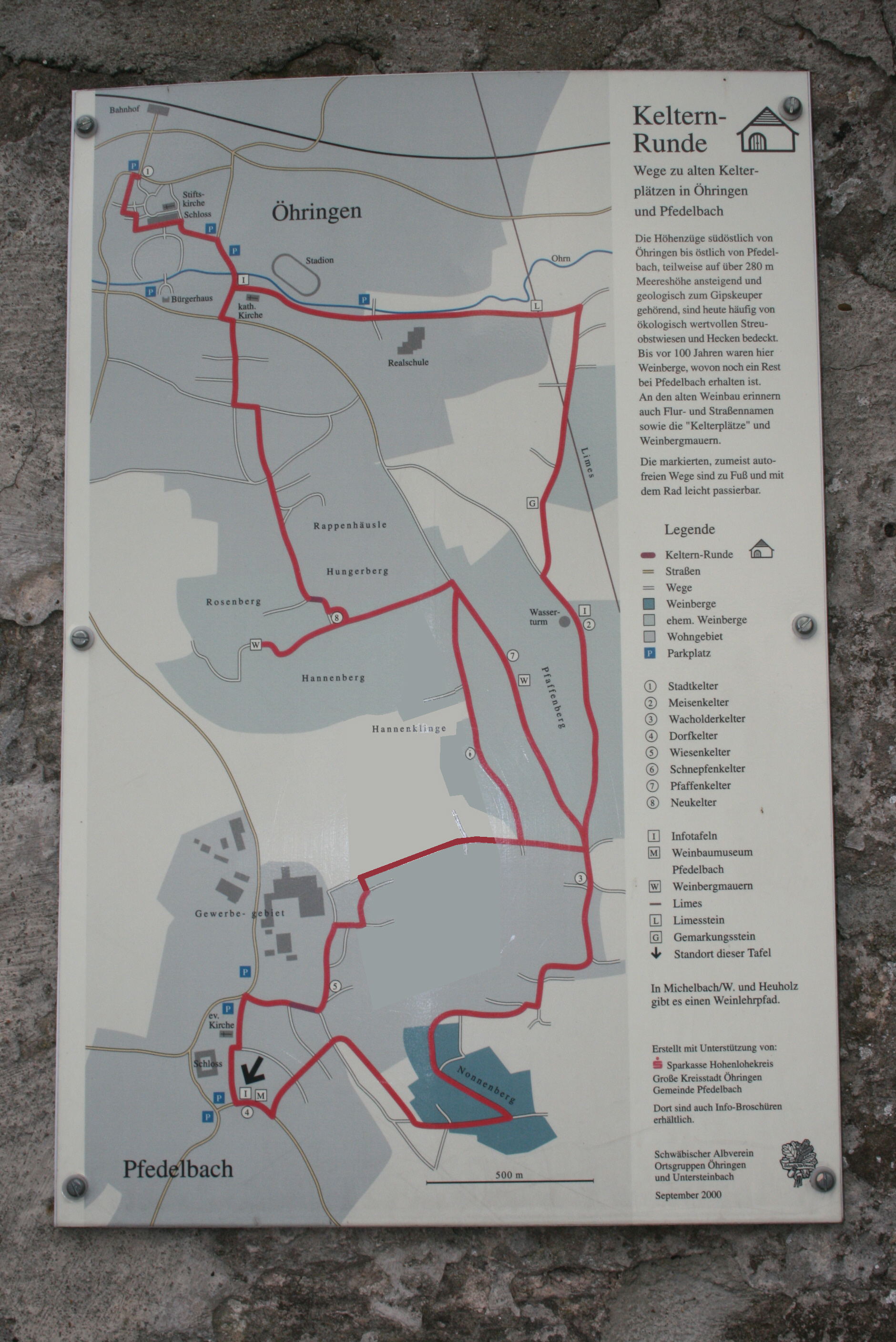
Hinweistafel zur Kelterrunde (Wanderweg)